# Fritz von Krogh
Fredrik "Fritz" Ferdinand von Krogh, född 1806, död 1890, var en norsk sjömilitär. Han var sonson till Georg Frederik von Krogh.
Krogh blev officer 1825, konteramiral 1876 och erhöll avsked 1882. Krogh var 1851-67 chef för Sjökadettkåren och 1877-82 kommendant i Karljohansværn. 1878 var han en tid tillförordnad chef för marinkommandot.